# Seznam slezských šlechtických rodů, S
Tento seznam obsahuje výčet šlechtických rodů, které byly v minulosti spjaty s územím Slezska. Podmínkou uvedení je držba majetku, která byla v minulosti jedním z hlavních atributů šlechty, případně, zejména u šlechty novodobé, jejich služby ve státní správě na území Slezska či podnikatelské aktivity. Platí rovněž, že u šlechty, která nedržela konkrétní nemovitý majetek, jsou uvedeny celé rody, tj. rodiny, které na daném území žily alespoň po dvě generace, nejsou tudíž zahrnuti a počítáni za domácí šlechtu jednotlivci, kteří ve Slezsku vykonávali pouze určité funkce (politické, vojenské apod.) po přechodnou či krátkou dobu. Nejsou rovněž zahrnuti církevní hodnostáři z řad šlechty, kteří pocházeli ze šlechtických rodů z jiných zemí.

## S
- Saint-Genois a Saint-Genoisové d’Anneaucourt[1]
- Saszowšti z knížectvím Osvětimským a Zátorským[2][3]
- Sedlničtí z Choltic
- Sevěřští z Kuličova
- Schaffgotschové
- Schönaichové[4]
- Schweinichenové[5]
- Skalové[1]
- Skeneové[1]
- Skrbenští z Hříště
- Skronští z Budčova[6]
- Sobkové z Kornic[7]
- Spensové z Boodenu
- Sternbergové (Sternberg-Rudelesdorf)
- Stolbergové[1]
- Stošové z Kounic[5]
- Strachwitzové[1]
- Stráníkové z Kopidlna[6]
- Střelové z Rokyc
- Sulkovští[4]
- Syrakovští z Pěrkova[8]